# Amelius Loggers
Amelius Loggers (Zwolle, 9 juni 1910 – Harderwijk, 19 juni 1979) was een Nederlands bestuurder en gemeenteambtenaar. Van 1 augustus 1946 tot 1 juli 1975 was hij burgemeester van de gemeente Wormer.

## Loopbaan
Hij werd geboren als zoon van Harm Jan Loggers (1866-1921) die in het onderwijs zat. A. Loggers was gemeenteambtenaar in achtereenvolgens Opperdoes, Callantsoog, en Huizen NH. Per 15 maart 1943 werd hij benoemd tot gemeentesecretaris van de gemeenten Lange Ruige Weide, Papekop en Hekendorp.
In de zomer van 1946 volgde zijn benoeming tot burgemeester van Wormer per 1 augustus van dat jaar. Hier heeft hij meerdere ambtstermijnen gediend tot zijn pensionering in 1975. Tijdens dit burgemeesterschap was Loggers van 1955 tot 1961 tevens waarnemend burgemeester van de gemeente Jisp.

## Nevenfuncties
- Tussen 1943 en 1946 was Loggers voorzitter van de afdelingen Waarder en Lange Ruige Weide van het Groene Kruis;
- Loggers was van 1961 tot 1975 voorzitter van het gewest Noord-Holland/ Utrecht van de Koninklijke Nederlandsche Schaatsenrijders Bond.[1] Bij zijn afscheid werd hij in 1975 benoemd tot erelid.[2]

## Trivia
- Amelius Loggers was een broer van G.G. Loggers die tussen 1934 en 1965 (behalve enkele jaren tijdens de Tweede Wereldoorlog) burgemeester was van achtereenvolgens de gemeenten Barsingerhorn, Wieringermeer en Aalsmeer. Diens tweelingbroer Tijmen Jan Loggers was een architect.

## Onderscheidingen
- Ridder in de Orde van Oranje Nassau.[3]